# Пам'ятник Корольову (Київ)
Пам'ятник Сергію Корольову — київський пам'ятник українському вченому, конструктору та організатору виробництва ракетно-космічної техніки та ракетної зброї СРСР, основоположнику практичної космонавтики академіку Сергію Корольову.

## Історія
Пам'ятник урочисто відкритий 18 січня 2006 в Києві з нагоди 100-річчя з дня його народження. 
У 1924-1926 пан Корольов був студентом Київського політехнічного інституту. 

## Опис
Пам'ятник споруджено за проєктом заслуженого художника, скульптора Миколи Олійника. Висота пам'ятника з бронзовим бюстом — 2,5 метри. Встановлений на Музейній площі Національного технічного університету КПІ. 
Бюст ракетобудівника встановлений на двометровому постаменті з коричневого мармуру в одному ряду з пам'ятниками іншим знаменитим ученим. 
На кам'яному постаменті напис: «Основоположнику практичної космонавтики, конструктору перших штучних супутників Землі та космічних кораблів, студенту КПІ в 1924-1926 від київських політехніків. Сергій Павлович Корольов». І пряма мова вченого: «Космонавтика має безмежне майбутнє, і її перспективи незбагненні, як сам Всесвіт». 